# Тамура, Томоко
Томоко Тамура (яп. 田村 智子; род. 4 июля 1965, Коморо, Нагано) — японская политическая деятельница. Председательница Президиума ЦК Коммунистической партии Японии (КПЯ) с 2024 года, первая женщина в этой должности. Член Палаты представителей с 2024 года. В прошлом — член Палаты советников (2010—2024).

## Биография
Родилась 4 июля 1965 года в городе Коморо в префектуре Нагано в протестантской семье владельцев магазина канцелярских товаров.
Окончила престижный частный Университет Васэда.
Будучи студенткой, во время студенческих протестов и забастовок против повышения платы за обучение вступила в Лигу демократической молодёжи Японии, молодёжную организацию Коммунистической партии Японии (КПЯ).
После окончания университета устроилась на работу в Лигу демократической молодёжи Японии.

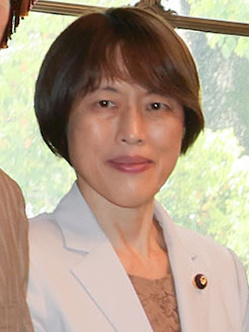
Томоко Тамура в 2023 году

В 1995 году перешла на работу в Коммунистическую партию Японии. Работала секретарём члена Палаты представителей Икуко Исии (род. 1940) и заместителем секретаря у члена Палаты советников Миё Иноэ (1936—2022).
Безуспешно баллотировалась в Палату советников на выборах в 1998, 2001 и 2007 годах, а также на выборах в Палату представителей в 2005 году.
По результатам выборов 2010 года получила мандат члена Палаты советников от общенационального округа. Переизбиралась на выборах 2016 и 2022 годов.
Возглавляла политсовет партии.
На 29-м съезде Коммунистической партии Японии 18 января 2024 года избрана Председателем Президиума ЦК Коммунистической партии Японии. Стала первой женщиной в этой должности за 102 года существования партии. Сменила Кадзуо Сии, который занимал должность с ноября 2000 года.
На выборах 27 октября 2024 года возглавила партийный список, получила мандат члена Палаты представителей от Токийского многомандатного избирательного округа, при этом автоматически потеряла мандат члена Палаты советников.